# حجة ضعف التصميم

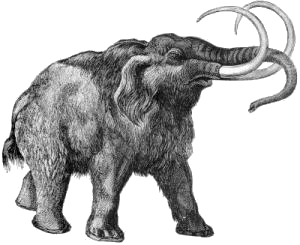

حجة ضعف التصميم (بالإنجليزية: argument from poor design)‏ هي حجة فلسفية ضد وجود الإله وتحديداً ضد وجود إله خالق (بمعنى وجود إله خلق بشكل مباشر كل أشكال الحياة). وإن كانت بذاتها قاصرة على نفي وجود الإله فهي قد تستخدم لنفي وجود إله عليم قادر. وتنطلق من فرض أولي مسلم به هو التصميم المثالي وهو مختلف عن التصميم الجيد؛ فمثلًا التصميم المثالي سوبرمان، والتصميم الجيد «الإنسان العاقل»، والتصميم المثالي يستبعد وجود أي مرض أو شيخوخة أو غياب قدرة مرغوبة وغير ضرورية، فعدم إمكانية رؤية الإنسان للضوء فوق البنفسجي كما تراه الحشرات يعتبر سوء تصميم وفق هذه الاستدلال والحجة مبنية على التسلسل المنطقي التالي:
1. الإله الخالق ذو العلم والقدرة والخير غير المتناهيات سيخلق أحياء ذات تصميم مثالي.
2. لدى الأحياء خصائص ليست مثالية.
3. لذا فإن الإله لم يخلق هذه الأحياء أو أنه ليس ذا علم وقدرة وخير غير متناهيات.

حجة «ضعف أو سوء التصميم» تتسق مع توقعات واكتشافات النظرية العلمية للتطور عن طريق الانتقاء الطبيعي، وترى ان الصفات والوظائف الطبيعية تطورت لاستخدامات معينة، ثم أعيد استخدامها أو تم اختيارها لاستخدامات مختلفة أو التخلي عنها تماما، ومما سبب هذه الحالة غير المثالية من التركمات عدم قدرة الآلية الوراثية للقضاء على آثار معينة من عملية التطور.

## الأمثلة على ضعف التصميم

### في البشر

#### عيوب قاتلة
العديد من العيوب في التشريح البشري يمكن أن تؤدي إلى الموت، وخاصة من دون الرعاية الطبية الحديثة:
- في الإناث، البويضة المخصبة يمكن أن تزرع في قناة فالوب، عنق الرحم أو المبيض بدلا من الرحم مما يتسبب في حالة حمل خارج الرحم. وجود تجويف بين المبيض وقناة فالوب يمكن أن يشير إلى ضعف في تصميم الجهاز التناسلي للأنثى. قبل تطور الجراحة الحديثة، تسبب الحمل خارج الرحم دائمًا في وفاة كل من الأم والطفل. حتى في العصر الحديث جميع الحالات تقريبا يجب أن يتم إحباط الحمل فيها لإنقاذ حياة الأم.
- في الإناث، قناة الولادة تمر عبر الحوض وجمجمة الجنين خلال الولادة سوف تشوه إلى حد مدهش. ومع ذلك، إذا كان رأس الطفل أكبر بكثير من انفتاح الحوض، لا يمكن أن يولد الطفل بشكل طبيعي. قبل تطور الجراحة الحديثة (العملية القيصرية)، مثل هذه المضاعفات من شأنها أن تؤدي إلى وفاة الأم والطفل أو كليهما. حالات أخرى من تعقيدات الحمل مثل المجئ المقعدي يكون ان تسوء بسبب موقع قناة الولادة.
- في الذكور، الخصيتين تتطور في البداية داخل البطن وفي وقت لاحق أثناء الحمل، فإنها تهاجر من خلال جدار البطن إلى كيس الصفن وهذا يسبب نقطتين ضعيفتين في جدار البطن حيث يمكن للفتق أن يتشكل لاحقا وقبل تطور الجراحة الحديثة، أدت مضاعفات الفتق مثل انسداد الأمعاء والغرغرينا إلى الموت.[2]
- وجود البلعوم، وهو ممر يستخدم لكل من البلع والتنفس، ما يترتب على ذلك من زيادة جذرية في خطر الاختناق.
- يتم تحفيز التنفس كرد فعل غير مباشر بسبب غياب الأكسجين ولكن بشكل غير مباشر من خلال وجود ثاني أكسيد الكربون. والنتيجة هي أنه على ارتفاعات عالية الحرمان من الأكسجين يمكن أن يحدث للأفراد الذين لا يقومون بزيادة معدل تنفسهم.
- إن الزائدة الدودية هو عضو أثري ليس له غرض معروف (هناك أغراض مقترحة إما غير مثبتة أو عرضية / غير ضرورية) مع ذلك فإن التهاب الزائدة الدودية هي عدوى قد تسبب الموت دون تدخل طبي.

#### عيوب أخرى
- الأعصاب والعضلات التي بالكاد تستخدم مثل العضلة الأخمصية،[3] وهي غير موجودة في جزء من تعداد سكان العالم، ويتم استخدامها بشكل روتيني كقطع غيار إذا لزم الأمر أثناء العمليات. مثال آخر هو العضلات التي تحرك الأذنين، والتي يمكن لبعض الناس السيطرة عليها إلى درجة ما، ولكنها لا تخدم أي غرض ([4] ص 328).
- تشوه العمود الفقري البشري الشائع، مما يؤدي إلى الجنف وعرق النسا والاختلال الخلقي للفقرات. الحبل الشوكي لا يمكن أن يشفي على نحو صحيح إذا كان متضررا، لأن الخلايا العصبية أصبحت متخصصة بحيث أنها لم تعد قادرة على إعادة نمو بمجرد وصولها إلى حالة ناضجة. الحبل الشوكي إذا كسر، لن يشفى تلقائيا وسوف يؤدي إلى شلل دائم.[5]
- تقريبا جميع الحيوانات والنباتات تنتج فيتامين C الخاص بها، ولكن البشر لا يمكنهم ذلك لأن الجين لهذا الإنزيم غير مفعل (الانزيم بالإنجليزية:L-gulonolactone oxidase)[6] من نتائج نقص فيتامين C هو مرض الاسقربوط الذي من مضاعفاته الموت. هذا الجين غير فعال في الرئيسيات الأخرى والخنازير الغينية، ولكنه فعال في معظم الحيوانات الأخرى.[7]
- انتشار الأمراض الخلقية والاضطرابات الوراثية مثل مرض هنتنغتون.
- ازدحام الأسنان وضعف التصريف في الجيوب الانفية، كون وجه الإنسان مسطح بشكل أكبر من الرئيسيات الأخرى والبشر تتشارك في نفس مجموعة الأسنان، هذا يؤدي إلى عدد من المشاكل ولا سيما مع أضراس العقل، والتي يمكن أن تلحق الضرر بالأسنان المجاورة أو تسبب التهابات خطيرة في الفم.[8]
- في بناء العين البشرية (وكذلك عيون جميع الفقاريات). تكون شبكية العين 'مقلوبة'، تقع الأعصاب والأوعية الدموية على سطح الشبكية بدلا من خلفها كما هو الحال في العديد من الأنواع اللافقارية، تشكيل العين بهذا الترتيب يعطي الثدييات بقعة عمياء.[9] ويجادل اصحاب الحجة في ان التصميم الأفضل للعين أن يكون العصب البصري متصلا إلى الجانب من الشبكية الدي لا يتلقى الضوء، كما هو الحال في رأسيات الأرجل.[10]
- مسار العصب الحنجري الراجع حيث أنه يسافر من الدماغ إلى الحنجرة عن طريق الالتفاف حول قوس الأبهر. مع كون المسافة أقصر من الدماغ للحنجرة هذا التصميم يتكرر في العديد من الحيوانات؛ في حالة الزرافة، هذا ينتج حوالي عشرين قدما من الاعصاب الاضافية.

### في الحيوانات
- في الجراد الأفريقي، تبدأ الخلايا العصبية مان البطن ولكن تتصل الجناح. وهذا استخدام غير مبرر للمواد.[2]
- استخدام الباندا الواسع للعظام السمسمية بطريقة مماثلة لكيفية استخدام المخلوقات الأخرى للإبهام.[2]
- وجود أجنحة غير ضرورية في الطيور التي لا تطير، على سبيل المثال. النعام ([4] ص 326).
- عظام قوية ولكنها ثقيلة، غير مناسبة للطيران، تجدها لدى الخفافيش أو على العكس: عظام خفيفة وجوفاء ومناسبة للطيران تجدها في البطريق والنعام، والتي لا تستطيع الطيران.
- مختلف أجزاء الجسم الأثرية، مثل عظم الفخذ والحوض في الحيتان (التطور يقول أن سلف الحيتان عاش على اليابسة).
- قنديل البحر الخالد والهيدرا هي أجناس تمتلك الخلود البيولوجي، (بمعنى انها لا تموت بالتقدم بالعمر) ولكن معظم الحيوانات لا تمتلك هذه الصفة.
- العديد من الأنواع لديها غريزة قوية للتصرف ردا على تحفيز معين، الانتقاء الطبيعي يمكن أن يترك الحيوانات تتصرف بطرق ضارة عندما تقابل بتحفيز عظيم - مثل العثة تحلق في النار.
- الحيتان والدلافين تتنفس الهواء، ولكنها تعيش في الماء، وهذا يعني أنها يجب أن تسبح على السطح في كثير من الأحيان للتنفس.

### في النباتات
- النباتات خضراء وليست سوداء والكلوروفيل يمتص الضوء الأخضر بشكل سيء، على الرغم من أن النباتات لو كانت سوداء سوف تمتص المزيد من الطاقة الضوئية.
- أجهزة الإنجاب المعقدة في الاوركيد، مكونة من أجهزة عادة ما تكون في وظائف مختلفة في الزهور الأخرى. (هذا التعقيد لأجهزة التكاثر في زهرة الأوركيد ينظر له دعاة التصميم الذكي بأنه من معضلات التطور)

## النقد

### افتراضات غير مثبتة
يمكن توجيه العديد من الانتقادات الفلسفية العامة نحو الفرضية الأولى للحجة - أن الإله الخالق كان سيصمم الأشياء «على النحو الأمثل». تتوقف الحجة على افتراض أن المفهوم الإنساني لـ «التصميم الأمثل» هو نفس مفهوم الإله. هذا في الواقع حجة عدم فهمنا لله في الديانات الإبراهيمية جاء في كتاب أيوب:

فاجاب الرب أيوب من العاصفة وقال: من هذا الذي يظلم القضاء بكلام بلا معرفة. شدد الآن حقويك كرجل فاني اسالك فتعلمني. أين كنت حين اسست الأرض اخبر ان كان عندك فهم، من وضع قياسها لانك تعلم أو من مد عليها مطمارا، على أي شيء قرت قواعدها أو من وضع حجر زاويتها، عندما ترنمت كواكب الصبح معا وهتف جميع بني الله من أجل الفرح؟ 

يمضي سفر أيوب إلى سرد عدد من جوانب العالم التي تبدو رائعة أو معجزة تفوق الفهم الإنساني. الادعاء هو أنه إذا لم يكن لدى البشر أي فهم لكيفية إنشاء عجائب العالم، فلن يتمكنوا من فهم الأشياء التي تبدو معيبة تمامًا.

### هندسة التصميم والمفاضلات المثلى
يجادل آخرون بأن نقص الأمثلية الملحوظة في نظام أو آخر متعمدة، وهي تكون كمقايضة لتحسين التصميم العام الأمثل.

### أمثلة محددة
يتساءل مؤيد التصميم الذكي وليم ديمبسكي عن الفرضية الأولى للحجة، ويؤكد الفرق بين التصميم الذكي والتصميم الأمثل. يقول مقال كتبه John Woodmorappe على موقع Creation Ministries International على الإنترنت أن «إبهام» الباندا يعمل جيدًا لما يستخدمه الباندا من أجل تجريد الأوراق.على الرغم من أن الزائدة الدودية نسب لها سابقًا وظائف قليلة جدًا، فقد أظهرت الأبحاث أنها تؤدي دورًا مهمًا في الجنين والشباب. تظهر خلايا الغدد الصماء في ملحق الجنين البشري في الأسبوع الحادي عشر تقريبًا من النمو، والتي تنتج مختلف الأمينات الحيوية والهرمونات الببتيدية، وهي مركبات تساعد في مختلف آليات المكافحة البيولوجية (التماثلية). لدى البالغين الصغار تحتوي الزائدة الدودية على بعض وظائف المناعة، كترميم الفلور المعوية بعد الإسهالات الحادة.
قام كل من الخلقي جوناثان سارفاتي وعالم العيون بيتر جورني بنشر مقالات لا توافق على أن العين البشرية مصممة بشكل سيئ، بحجة أن الترتيبات البديلة ستؤدي إلى مزيد من التعقيدات، وأن العين البشرية تعمل بشكل جيد للغاية. 